# بريسيلا دونكان
بريسيلا دونكان (بالإنجليزية: Priscilla Duncan)‏ (19 مايو 1983 - ) هي لاعبة كرة قدم نيوزلندية في مركز الوسط. شاركت مع منتخب نيوزيلندا تحت 20 سنة للسيدات لكرة القدم ‏ ومنتخب نيوزيلندا الوطني لكرة القدم للنساء. أما مع النوادي، فقد لعبت مع Glenfield Rovers ‏.

## وصلات خارجية
- بريسيلا دونكان على موقع الاتحاد الدولي (مؤرشف)  (الإنجليزية)
- بريسيلا دونكان على موقع قاعدة بيانات كرة القدم.إي يو (الإنجليزية)